# Пежо 404
„Пежо 404“ (Peugeot 404) е модел големи автомобили (сегмент D) на френската компания „Пежо“, произвеждан през 1960 – 1975 година.

## История
Автомобилът е наследник на „Пежо 403“. Представен е през 1960 година. Дизайнът на „404“ е дело на италианското дизайнерско студио „Пининфарина“. Още след представянето си автомобилът постига изключителен успех в своя сегмент, след реализирането на 10 000 бройки за първите няколко месеца. Максималната скорост на автомобила е 142 km/h..

## Спорт
„Пежо 404“ е състезателен автомобил от Източноафриканското рали „Сафари“.